# Alda Sousa

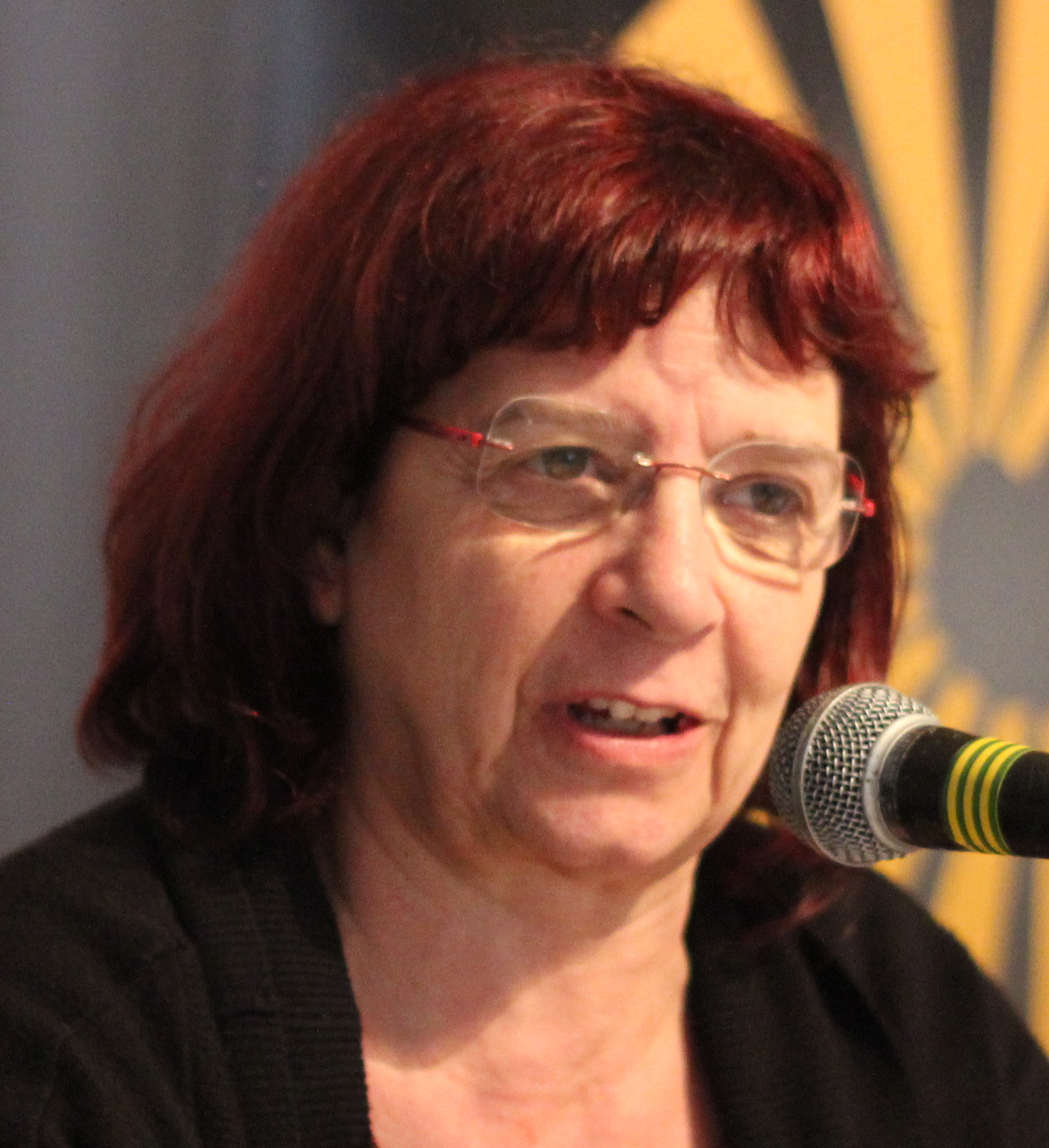
Alda Sousa, 2015

Alda Sousa (* 4. August 1953 in Porto) ist eine portugiesische Politikerin der Partei Bloco de Esquerda.
Nach ihrem Hochschulabschluss in angewandter Mathematik promovierte Sousa im Fach Biomedizin, dort war sie auf Genetik spezialisiert. 2003 erhielt sie die Lehrbefähigung für Populationsbiologie. Schon während ihrer Studienzeit war sie als Assistentin am Abel Salazar-Institut für Biomedizin der Universität Porto tätig, später als Assistenz- und außerordentliche Professorin. 1999 zog sie in den Landesvorstand des Bloco de Esquerda ein. 2004 war sie für einige Monate stellvertretendes Mitglied des Portugiesischen Parlaments. Am 9. Mai 2012 rückte sie für den verstorbenen Miguel Portas in das Europäische Parlament nach.